# Trevi
Trevi (en llatí: Trebiae) és una ciutat i comune  de la província de Perusa, a la regió d'Úmbria, al centre d'Itàlia. Està situat uns 10 km al sud de Foligno i uns 20 km al nord de Spoleto.
La població del municipi era de 8.363 habitants l'1 de gener de 2018, la meitat dels quals viuen a Trevi i la resta a les frazioni de Borgo, Bovara, Cannaiola, Coste, Pigge, Manciano, Matigge, Parrano, Picciche, San Lorenzo i Santa Maria in Valle.
La major part de la ciutat, densament habitada i amb aspecte medieval, es troba en un terreny fortament inclinat: només el centre és més o menys pla. Té una de les millors vistes d'Umbria, que s'estén per més de 50 km a la majoria d'orientacions. Trevi és servit per la línia de ferrocarril principal de Roma a Ancona, així com la línia de Florència a Roma passant per Perusa.

## Geografia
El municipi s'estén per 71 km², des de la vall (210 msnm) als pics Brunette (1422 msnm) i Serano (1429 msnm) i es pot dividir en tres zones: plana, turons i muntanya, cadascuna amb la seva pròpia vegetació característica.
- A la plana, la terra molt fèrtil està regada per molts cursos d'aigua, hereus majoritàriament del "Lacus Clitorius" de l'Antiguitat, i s'adapta als cultius anuals.
- Els turons, d'una calcària alcalina molt solta amb un excel·lent drenatge, són un terreny ideal per al cultiu intensiu i altament especialitzat d'oliveres, que produeixen un oli molt característic i molt apreciat.
- Finalment, les muntanyes estan cobertes de prats i boscos, principalment de fulla caduca.

L'entorn natural del territori es manté en gran part verge, tot i que ha estat poblat des de fa mil·lennis. La zona muntanyenca ara és testimoni d'un considerable despoblament; com a gran part d'Itàlia, a la segona meitat del segle XX els assentaments més alts han estat perdent població en benefici de les planes. Les àrees de creixement més importants des de la Segona Guerra Mundial han estat Borgo Trevi (comercial, residencial i oficines), Pietrarossa (industrial) i Matigge (indústria lleugera i mitjana, comercial).
Trevi limita amb els municipis de Campello sul Clitunno, Castel Ritaldi, Foligno, Montefalco, Sellano i Spoleto.

## Història
A l'Antiguitat, Plini el Vell va esmentar Treba (Treba Augusta, segons Frontinus) com una ciutat dels antics umbres, confirmat amb la troballa d'una inscripció a Bovara, a la dècada de 1950. Treviae també s'esmenta al Itinerari de Bordeus del segle v. Després del primer període, la història del qual és essencialment desconeguda, però amb restes de muralles a la part central de la ciutat, datades al segle i aC, la primera etapa del desenvolupament de Trevi més enllà del turó va tenir lloc sota l'Imperi Romà, quan Hadrià va restaurar la carretera principal de la zona, la Via Flamínia, estimulant així el creixement d'un suburbi a la plana al lloc que ara es diu Pietrarossa, on algunes excavacions han deixat al descobert nombroses restes: entre elles, els banys romans que semblen haver estat més o menys en ús a l'època de Sant Francesc, que és conegut per haver visitat la zona i haver aconsellat a la gent que s'hi banyi.
Es diu que a l'antiguitat, Trevi tenia jurisdicció sobre gran part de la vall inferior, fins als Monti Martani, que constitueixen la columna vertebral central de l'Úmbria. Seu d'un bisbat fins al segle xi, Trevi era un gastaldat llombard, i a principis del segle xiii es va alliberar del domini forà per convertir-se en una ciutat lliure. Generalment es va aliar amb Perusa per defensar-se de Spoleto, i va combatre diverses guerres amb altres comunitats veïnes, amb diferents resultats, incloent la invasió de Spoleto al segle xiv i un breu però infeliç govern dels senyors de la guerra de Foligno. L'any 1438, Trevi va passar sota l'autoritat temporal de l'Església com a part de la legació de Perusa, i des d'aleshores la seva història va lligada a la dels Estats Pontificis, i més tard (1860) a la del Regne d'Itàlia.
Les grans fortunes de Trevi es van fer al segle xv, quan la seva importància comercial era tal que es deia "il porto secco" (el port sec). Al 1470, juntament amb Foligno, Trevi es va convertir en la quarta ciutat d'Itàlia a tenir una impremta. La riquesa d'aquest període encara es pot veure en diverses mansions de l'època del Renaixement.
Durastante Natalucci (1687–1772) va ser un historiador italià especialitzat en la història de Trevi.

## Llocs d'interès

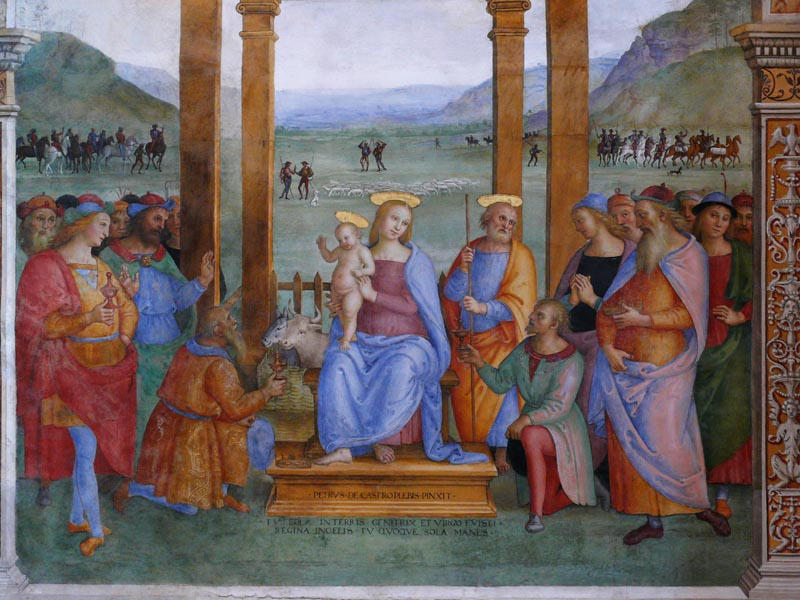
Adoració dels Reis Mags, de Perugino.

Trevi està envoltada per dues muralles medievals; a finals del segle XX es va demostrar que les muralles interiors eren d'origen romà.
Trevi té unes vint esglésies antigues, algunes de les quals són notables:
- El Duomo de Sant'Emiliano és un edifici romànic amb una porta tallada i un absis amb corba tallada, l'interior del qual es va modificar significativament al segle xviii.
- La Madonna delle Lacrime és una església conventual medieval amb grans frescos votius, incloent una "Adoració dels Reis Mags" a càrrec de Pietro Perugino, la seva darrera obra coneguda signada i datada. La capella de Sant Francesc té frescos de Lo Spagna, un dels alumnes de Perugino.
- San Martino, amb restes lapidàries llombardes i bones pintures de Pier Antonio Mezzastris.
- San Francesco, un gran edifici gòtic, que ara alberga un museu.
- San Pietro in Bovara és un monestir medieval a Bovara.
- Santo Stefano in Manciano és un altre monestir a Manciano. Només en queda l'església.

El territori de la comuna és particularment ric en esglésies romàniques: algunes de les quals es troben a la plana, construïdes a la Via Flamínia romana quan aquest camí estava en ús, i que incorporava una bona quantitat de spolia romana, i perduren com a marcadors de l'antiga via.

## Economia
Els pilars principals de l'economia de Trevi són l'oli d'oliva i el turisme.
Els municipis de Trevi i Spoleto són coneguts per la qualitat del seu oli, resultat de sòls calcaris ideals, amb un excel·lent drenatge, amb l'altura adequada per al cultiu d'oliveres i les condicions climàtiques favorables als vessants inferiors de la serralada dels Apenins encarades a l'oest.
Els bons accesos per tren i autopista de Trevi han convertit la ciutat en la base més còmoda per visitar el centre d'Umbria per a aquells que depenen del transport públic.